# Xanthozona scutellaris
Xanthozona scutellaris là một loài ruồi trong họ Tachinidae.